# Ptychochromis onilahy
Ptychochromis onilahy Stiassny & Sparks, 2006 è un piccolo pesce d'acqua dolce, appartenente alla famiglia dei Ciclidi. È un endemismo del Madagascar, ove era conosciuto come  boramany o kotro. Attualmente è ritenuto estinto.

## Descrizione
Ptychochromis onilahy presenta un corpo robusto e compresso ai fianchi, con fronte alta, profilo dorsale convesso e ventrale poco pronunciato. La bocca è grande, così come gli occhi. La pinna dorsale è alta, retta da 13 raggi-spine rigidi e 13 raggi molli, le pinne pettorali sono sottili e allungate, le ventrali triangolari e l'anale alta e poligonale. La pinna caudale è piccola e arrotondata, con i raggi i due raggi esterni allungati e filiformi. La linea laterale termina bruscamente a 3/4 del dorso per riprendere due file di scaglie più sotto. La livrea è molto semplice e prevede un fondo uniforme grigio-bruno. 

Raggiunge una lunghezza massima di 8,5 cm. 

Si differenzia dalle altre specie del genere Ptychochromis per la conformazione della bocca e dei denti e per la mancanza di un orlo nero sull'opercolo branchiale.

## Distribuzione e habitat
La specie è stata descritta formalmente nel 2006, a partire da cinque esemplari museali raccolti nel 1962 nel fiume Onilahy, nel Madagascar meridionale (Provincia di Toliara).

## Conservazione
Escludendo i pochi esemplari conservati nel Museo nazionale di storia naturale di Francia, su cui è stata formalizzata la descrizione, nessun altro individuo di questa specie è stato trovato nelle spedizioni dal 2006 ad oggi. La specie è stata ufficialmente dichiarata estinta nel 2004. Tuttavia esistendo ancora aree del bacino idrografico dell'Onilhay non esplorate dai naturalisti, P. onilahy potrebbe tuttora sopravvivere in zone inesplorate.